# Alliopsis brunetta
Alliopsis brunetta är en tvåvingeart som först beskrevs av Huckett 1929.  Alliopsis brunetta ingår i släktet Alliopsis och familjen blomsterflugor. Inga underarter finns listade i Catalogue of Life.